# Triprion petasatus
Triprion petasatus – gatunek płaza bezogonowego z rodziny rzekotkowatych (Hylidae). Jego cechą charakterystyczną jest znajdująca się na głowie półokrągła struktura. Zasięg występowania obejmuje większą część półwyspu Jukatan. Żaba ta w czasie dnia szuka schronienia w dziuplach drzew.

## Morfologia
Samiec Triprion petasatus osiąga długość od czubka pyska po ujście kloaki od 48,1 mm do 60,8 mm, natomiast samice mogą osiągać większe rozmiary wahające się od 65,0 do 74,2 mm, a według niektórych źródeł nawet do 75,2 mm. Żaba posiada dużą, odwróconą kość przednosową, która razem z rozbudowaną szczęką tworzy charakterystyczną, szeroką, półokrągłą strukturę. Górna część szczęki Triprion petasatus jest wysunięta w stosunku do dolnej części. Nozdrza znajdują się w dwóch trzecich odległości pomiędzy oczami a czubkiem pyska. Oczy są duże i wystające. Jej źrenice są okrągłe. Ramiona żaby są smukłe, natomiast przedramiona stosunkowo masywne. Palce czteropalczastej dłoni są zakończone dużymi opuszkami. Między pierwszym a drugim palcem nie ma błony pławnej. Tylne kończyny żaby są krótkie. Długość kości piszczelowej stanowi około 40% długości ciała od czubka pyska po ujście kloaki. U stóp błona pławna sięga do około dwóch trzecich długości palców.
Grzbiet, z wyjątkiem głowy, podbródek oraz wewnętrzne części kończyn, poza udami, pokrywa gładka skóra. Natomiast jest ona ziarnista na bokach i brzuchu.
Obserwuje się dymorfizm płciowy, nie tylko w rozmiarach żaby, ale też w jej umaszczeniu. Grzbiet samca jest zazwyczaj oliwkowozielony, natomiast samice mogą mieć go jasnobrązowy lub oliwkowobrązowy. Ciemnobrązowe lub nawet czarne znamiona występują zazwyczaj na plecach i przedramionach. Brzuch Triprion petasatus jest jasnozielony, czasami biały.

## Występowanie i populacja
Płaz ten jest gatunkiem endemicznym, który zasięgiem swojego występowania obejmuje: meksykańską część półwyspu Jukatan oraz będący na południe od niego gwatemalski departament Petén, a także Belize i okolice jeziora Yojoa w północno-zachodnim Hondurasie. Triprion petasatus jest jednym z najpospolitszych płazów występujących w południowym Meksyku oraz powszechnym w Gwatemali. Populacja Triprion petasatus utrzymuje się na stałym poziomie.

## Siedlisko
Gatunek ten zamieszkuje między innymi środowiska półwilgotne, o wyraźnym podziale roku na pory suchą i deszczową, oraz tropikalne lasy deszczowe. Zamieszkuje słodkowodne bagna, ogrody wiejskie, okolice stawów hodowlanych, kanałów oraz rowów irygacyjnych.
Triprion petasatus znajduje schronienie w dziuplach drzew, gdzie chowa się w ciągu dnia i najprawdopodobniej podczas pory suchej. Młode rodzą się w okresowych lub stałych zbiornikach wodnych.

## Rozmnażanie
Okres rozrodczy Triprion petasatus przypada na porę deszczową, która zaczyna się z końcem kwietnia lub początkiem maja i trwa do końca października.
Samce nawołują samice z gałęzi niższych drzew i krzewów, które znajdują się dookoła zbiorników wodnych na maksymalnej wysokości do 2,5 metra. Odgłosy wydawane przez samce podczas godów są opisywane jako powtarzające się pojedyncze, niskie dźwięki przypominające w swoim brzmieniu kwakanie kaczki. Pary kopulują w charakterystyczny sposób – samiec znajduje się na grzbiecie samicy i chwyta ją mocno przednimi i tylnymi kończynami (amplekus), samica składa skrzek w głębokim, na maksymalnie 40 cm, i szerokim, maksymalnie 80 cm, dole w pobliżu zbiornika wodnego.